# Huis met de Hoofden
El Huis met de Hoofden (lit., 'casa con las cabezas') es un edificio histórico de Ámsterdam de estilo renacentista neerlandés situada en el número 123 del canal del Emperador (Keizersgracht). 
En 1990, fue incluido entre los 100 mejores sitios del patrimonio neerlandés.

## Historia y arquitectura
Fue construido en 1622, probablemente por Pieter de Keyser, hijo del escultor y también arquitecto, Hendrick de Keyser (comúnmente y con toda probabilidad, erróneamente atribuida a este último, que murió en 1621). 
El edificio está clasificado como rijksmonument (monumento nacional) y debe su nombre a las seis bustos tallados en su fachada de dioses griegos, que representan a Apolo, Ceres, Marte, Minerva, Baco y Diana, aunque según la leyenda popular, harían referencia a seis ladrones a los que una dama sorprendió en la casa y les cortó la cabeza.
Se trata de una casa doble; en la que se albergan dos grandes casas detrás de una sola fachada. Desde 1984, es la sede de la oficina para la Protección de los Monumentos.